# اویوت
اویوت (به فرانسوی: Avioth) یک کمون در فرانسه است که در موز (فرانسه) واقع شده‌است. اویوت ۶٫۵ کیلومتر مربع مساحت دارد ۲۱۵ متر بالاتر از سطح دریا واقع شده‌است.